# Callitriche alata
Callitriche alata là một loài thực vật có hoa trong họ Mã đề. Loài này được A.I.Baranov & Skvortsov mô tả khoa học đầu tiên năm 1966.